# Кавая (округ)
Кавая (алб. Rrethi i Kavajës) — один из 36 округов Албании, расположенный на западе страны. Упразднен реформой 2015 года.
Округ занимает территорию 393 км² и относится к области  Тирана. Административный центр — город Кавая.

## Географическое положение
Округ Кавая находится в Центральной Албании, на побережье Адриатического моря к югу от города Дуррес. Широкую прибрежную равнину на востоке сменяют холмы высотой до 400 м. Южную границу с округом Люшня образует река Шкумбини.
Большинство населения проживает в сельской местности.

## Экономика и промышленность
Административный центр округа, Кавая, был построен на торговом пути из Дурреса и Тираны в Южную Албанию, а в 2000 году здесь был построен один из первых автобанов страны. В будущем, возрождение экономики в округе связывают прежде всего с туризмом. У поселка Голем рядом с бухтой Дурреса строится множество отелей, ресторанов и дискотек.

## Административное деление
Территориально округ разделён на города Кавая и Рогожина и 10 общин:
Golem, Gosë, Helmës, Kryevidh, Lekaj, Luz i Vogël, Sinaballaj, Synej.